# 올라잇 뮤직
올라잇 뮤직(영어: All Right Music)은 RBW 산하에 있는 대한민국의 힙합 레이블로 래퍼 베이식과 작곡가 임상혁에 의해 설립되었다.

## 소속 아티스트

### 현재 소속
- 빅트레이
- 마블제이

### 과거 소속
- 베이식
- 비오